# إبراء
الإبراء في علم فروع الفقه هو مصطلح فقهي يأتي في بعض أبواب المعاملات، ومعناه: إسقاط الحق أو بعضه. كما أنه تصرف قانوني به ينقضي الالتزام دون مقابل، وهو من أعمال التبرع، ويقع الإبراء في الشريعة الإسلامية بإرادة الدائن المنفردة دون حاجة إلى رضا المدين.  